# Teateråret 1906

## Händelser

### December
- 6 december - Oscarsteatern, med salong i Jugendbarock, i Stockholm invigs av Sveriges kung Oscar II [1].

### Okänt datum
- Albert Ranft knyter Oscarsteatern i Stockholm till sitt teaterimperium.

## Priser och utmärkelser
- Arvid Ödmann utnämns till hovsångare.

## Årets uppsättningar

### Mars
- 6 mars - Mary de Geers pjäs Noblesse oblige har urpremiär på Grand Hotell i Stockholm [2].

### April
- 24 april - August Strindbergs pjäs Kronbruden har urpremiär på Svenska teatern i Helsingfors [3].

### September
- 18 september - August Strindbergs Fröken Julie har Sverigepremiär på Akademiska Föreningens teater i Lund [4].

### Okänt datum
- Nils Kroks pjäs Ingeborg Holm uruppförs den på Helsingborgs teater

## Avlidna
- 9 oktober – Adelaide Ristori (född 1822), italiensk skådespelare.